# Avallon

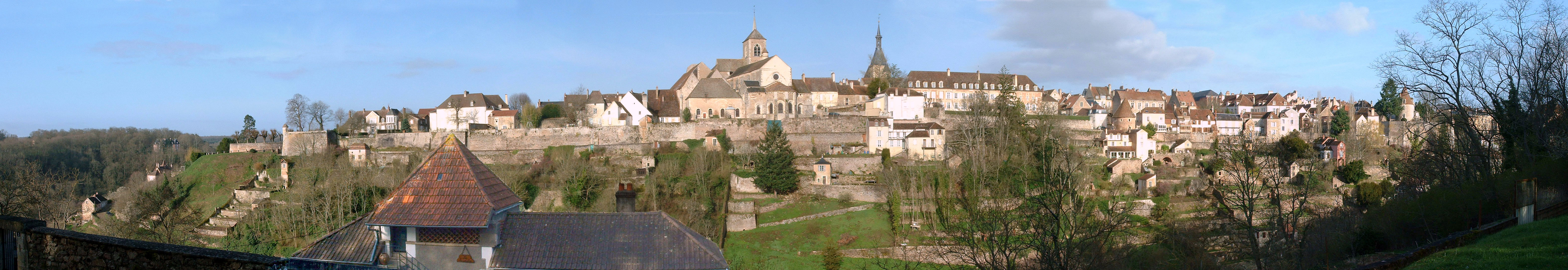
Avallon vista do Colégio São Lázaro.

Avallon é uma comuna francesa na região administrativa de Borgonha-Franco-Condado, no departamento de Yonne. Estende-se por uma área de 26,76 km². Em 2010 a comuna tinha 6 734 habitantes (densidade: 251,6 hab./km²).